# Flash (rivista)
Flash fu una rivista musicale italiana nata nel 1989 e specializzata sull'heavy metal. La rivista dedicava particolare attenzione alle forme più tradizionali di questo genere. In questo ambito editoriale fu tra le riviste italiane più durature.

## Storia
La fine degli anni '80 vedeva un fiorire continuo di nuove riviste musicali, tanto da essere ribattezzata l'"età dell'oro" di questo settore. In questo contesto, nel 1989 si aggiunse alla lista la rivista Flash, riuscendo a ritagliarsi una fetta di mercato anche grazie alla linea editoriale che dava grande importanza a recensioni di dischi e speciali sui sottogeneri del metal, con particolare attenzione alle forme più tradizionali come lo speed metal. La rivista era diretta da Massimo Bassoli e vantava in redazione nomi come Beppe Riva e Giancarlo Trombetti, racchiudendo tra i collaboratori nomi importanti della critica metal come Tiziano Bergonzi, Stefano Cerati, Paolo Bassoli, Heitz Zaccagnini, Gianni Della Cioppa e Massimo Giannini.
Il giornale entrò in crisi negli anni 2000, quando il metal aveva ormai preso molteplici strade contaminandosi ed evolvendosi in numerosi sottogeneri.